# Dipoenata balboae
Dipoenata balboae is een spinnensoort in de taxonomische indeling van de kogelspinnen (Theridiidae).
Het dier behoort tot het geslacht Dipoenata. De wetenschappelijke naam van de soort werd voor het eerst geldig gepubliceerd in 1943 door Arthur Merton Chickering.